# Trioza thomasii
Trioza thomasii är en insektsart som beskrevs av Löw 1888. Trioza thomasii ingår i släktet Trioza och familjen spetsbladloppor. Inga underarter finns listade i Catalogue of Life.